# برنامج إسبرينج سوت
برنامج إسبرينج سوت (iSpring Suite) - هو مجموعة أدوات تأليف للتعلم الإلكتروني السريع خاصة بـ مايكروسوفت ويندوز، تتيح إنشاء دورات تعلم إلكتروني قائمة على برامج أدوبي فلاش مع روايات بالصوت والصورة وامتحانات متشعبة وعشوائية واستبيانات وتفاعل. كما يتمتع المنتج بإمكانية إضافة أفلام Flash من إنتاج أطراف ثالثة وكذلك إعدادات حماية. وينتج البرنامج محتوى متوافقًا مع المعيار المرجعي للمحتوى القابل للمشاركة (SCORM)/AICC ولديه خيارات لنشر دورات خصيصًا لنظام التعلم BlackBoard LMS. ويتيح البرنامج حفظ العرض التقديمي لبرنامج PowerPoint على شكل ملف SWF و ملف EXE وصفحة لغة ترميز النص الفائق وملفات مضغوطة بتنسيق ZIP.

## معلومات تاريخية
يعود تاريخ برنامج iSpring Suite إلى عام 2006 عندما تم طرح المنتج Flashspring Pro  في الأسواق. وكان البرنامج عبارة عن برنامج تحويل من PowerPoint إلى Flash مع توفير نسخ مجانية ونسخ تجارية منه. وفي وقت لاحق، أصدرت الشركة برنامج Flashspring Ultra  وبات إنشاء دورات متوافقة مع المعيار المرجعي للمحتوى القابل للمشاركة (SCORM) متاحًا. وفي عام 2008، تمت إعادة تسمية الاسم التجاري لبرنامج FlashSpring ليصبح iSpring. وفي عام 2009، أعلنت الشركة أنها قامت بشكل كلي بتحديث برنامج التعلم الإلكتروني iSpring Presenter. وحظي هذا البرنامج بقبول في السوق نظرًا للجودة العالية للدورات التي ينتجها  بأسعار معقولة. في عام 2010، فاز برنامج iSpring Presenter بجائزة Brandon Hall Gold Award للتميز التكنولوجي في فئة التأليف السريع (Rapid Authoring). وتم إصدار برنامج iSrping Suite في عام 2011 ليخلف برنامج iSpring Presenter. وكان من المتوقع أن يتم إصدار برنامج iSpring Suite 7.0، الذي يتمتع بخاصية تحويل PowerPoint إلى إتش تي إم إل 5 بحلول عام 2012.

## الأدوات المشمولة في البرنامج
فعليًا، يُعتبر برنامج iSpring Suite مجموعة من الأدوات المستقلة بذاتها، التي يمكن استخدامها سواء بشكل منفصل أو معًا.

### برنامج iSpring Pro
يُستخدم البرنامج لإنشاء دورات أو عروض تقديمية عبر الإنترنت متوافقة مع المعيار المرجعي للمحتوى القابل للمشاركة في برنامج PowerPoint. ويدعم البرنامج ميزات شائعة يتمتع بها برنامج PowerPoint مثل الرسوم المتحركة وتأثيرات الانتقال وخصائص السرد، ويتمتع كذلك بفرص لا يوفرها برنامج PowerPoint، مثل النشر على برامج نظام إدارة التعلم (LMSs) وإعدادات الحماية ومدير السرد وإدراج الامتحانات التي يعدها برنامج iSpring QuizMaker. وهناك نسخة مجانية من iSpring Pro وهي iSpring Free التي يمكنها أيضًا إنتاج دورات متوافقة مع المعيار المرجعي للمحتوى القابل للمشاركة، ومع ذلك لا تتمتع بالخيارات المتقدمة التي يتمتع بها iSpring Pro.

### أداة iSpring QuizMaker
هي أداة تتيح إنشاء امتحانات واستبيانات قائمة على برنامج Flash ومتوافقة مع المعيار المرجعي للمحتوى القابل للمشاركة، باستخدام خصائص متميزة مثل سيناريو التشعب ووحدات التحكم التعليمية القياسية وإدراج شرائح صوتية وفيديو وصور وصيغ وتخصيص الملاحظات وما إلى ذلك. وفي عام 2011، حصل برنامج iSpring QuizMaker على الميدالية البرونزية في جوائز أفضل تقدم في التكنولوجيا الخاصة بتقييم الاختبارات أو التعلم. كما تتوفر النسخة المجانية Free QuizMaker من البرنامج، والتي تتيح جميع الخصائص الأساسية التي يتمتع بها برنامج iSpring QuizMaker، وتقوم بإنتاج الدورات المتوافقة مع المعيار المرجعي للمحتوى القابل للمشاركة.

### قوالب iSpring Kinetics
قوالب iSpring Kinetics هي مجموعة من القوالب الخاصة بإنشاء تفاعلات يمكن استخدامها في تأليف التعليم الإلكتروني وتوفير قوالب تفاعلية مثل الكتاب ثلاثي الأبعاد والأسئلة المتكررة (FAQ) والأدلة والمخطط الزمني.

## وصلات خارجية
- iSpringSolutions.com the official website